# Zbigniew Kresowaty
Zbigniew Kresowaty, surnommé Ikona, ou parfois KreZbi, né en 1951 à Świdnica est un peintre et illustrateur polonais.